# Bush
Bush je priimek več znanih oseb:
- Alan Bush (1900—1995), ameriški skladatelj in pianist
- Cori Bush, afromeriška kongresnica
- George H. W. Bush (1924—2018), 41. predsednik ZDA
- George W. Bush (*1946), 43. predsednik ZDA
- Jeb Bush (*1953), ameriški politik, bivši guverner Floride
- Kate Bush (*1958), ameriška pevka
- Prescott Bush (1895—1972), ameriški bančnik in republikanski politik
- Sophia Bush (*1982), ameriška igralka
- Vannevar Bush (1890—1974), ameriški elektrotehnik